# Сирково (Північна Македонія)
Си́рково (мак. Сирково) — село у Північній Македонії, у складі общини Росоман Вардарського регіону.
Населення — 603 особи (перепис 2002) в 208 господарствах.